# Route nationale 155
Pour les articles homonymes, voir Route 155.
La route nationale 155 ou RN 155 est une ancienne route nationale française reliant Orléans à Saint-Malo (de 1824 à 1972) et, ensuite, Heudebouville à Louviers (de 1972 à 2006). Ce dernier tracé est transféré au département de l'Eure en 2006 (RD 6155).

## Histoire
La RN 155 a d'abord relié Orléans à Saint-Malo, succédant à la route impériale no 175 d'Orléans à Saint-Malo par Alençon, créée en 1811. En 1952, la section de Mayenne à Fougères est devenue une portion de la RN 12 lorsque la RN 12 vit son tracé dévié par Fougères au lieu de Laval.
À la suite de la réforme de 1972, elle a été déclassée en RD 955 dans le Loiret, en Eure-et-Loir et dans l'Orne, en RD 311 dans la Sarthe et en RD 155 en Ille-et-Vilaine.
La RN 155 relie ensuite Heudebouville à Louviers, reprenant l'ancienne RN 182A. Elle a été déclassée en RD 6155 en 2006.

## Tracé d'Orléans à Saint-Malo

### Tracé d'Orléans à Châteaudun (D 2157 & D 955)

#### Loiret

##### D 2157
- Orléans
- Saint-Jean-de-la-Ruelle
- Le Grand-Orme, commune d'Ingré

##### D 955
- Ormes
- Les Barres, communes de Boulay-les-Barres et d'Ormes
- Clos-Aubry, commune de Boulay-les-Barres
- Saint-Péravy-la-Colombe
- Tournoisis
- La Pierre-Percée, commune de Villamblain

#### Eure-et-Loir (D 955)
- La Folie, commune de Villampuy
- La Bourdinière, commune de Saint-Cloud-en-Dunois
- Châteaudun

D'Orléans à Châteaudun
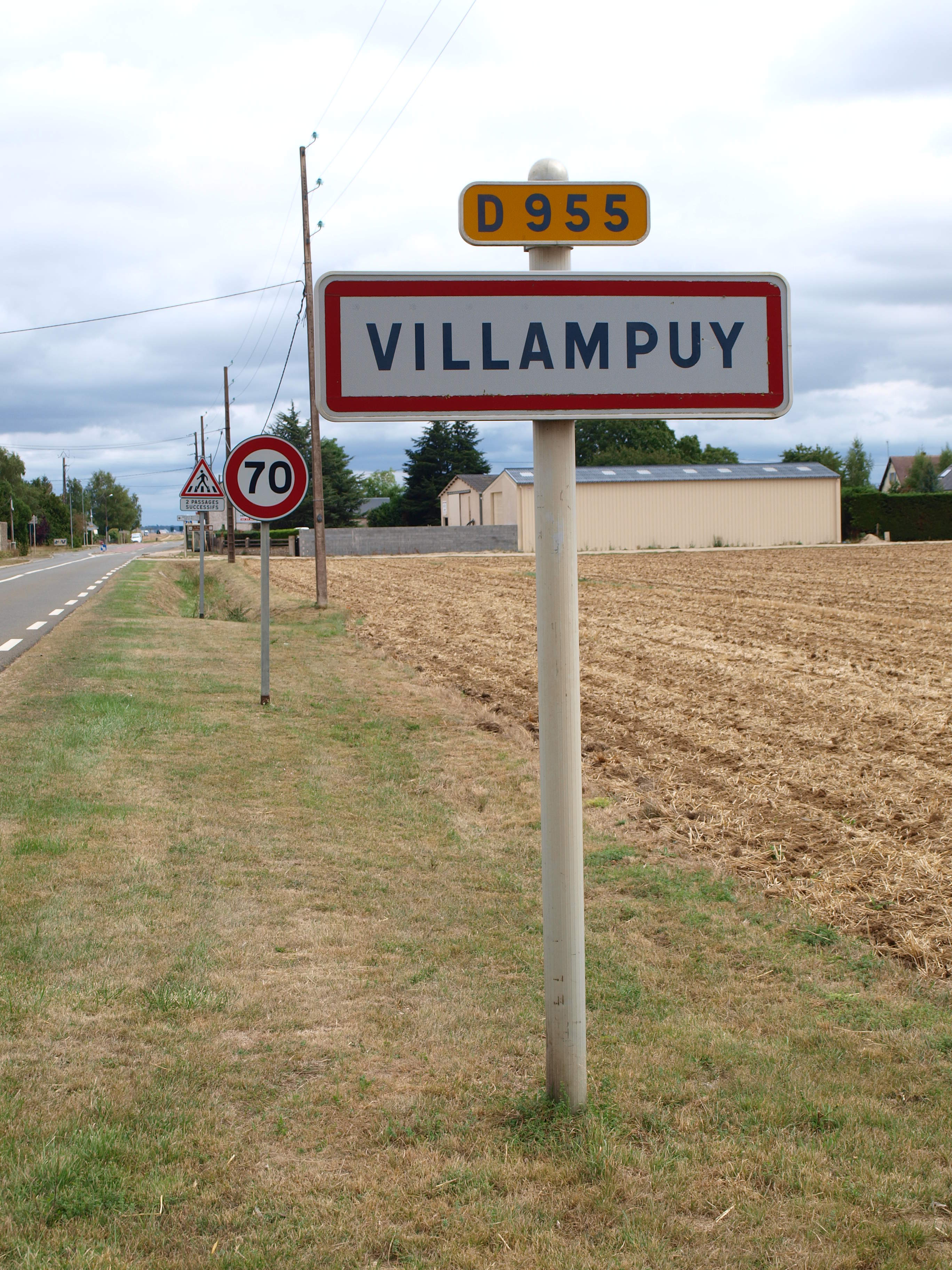
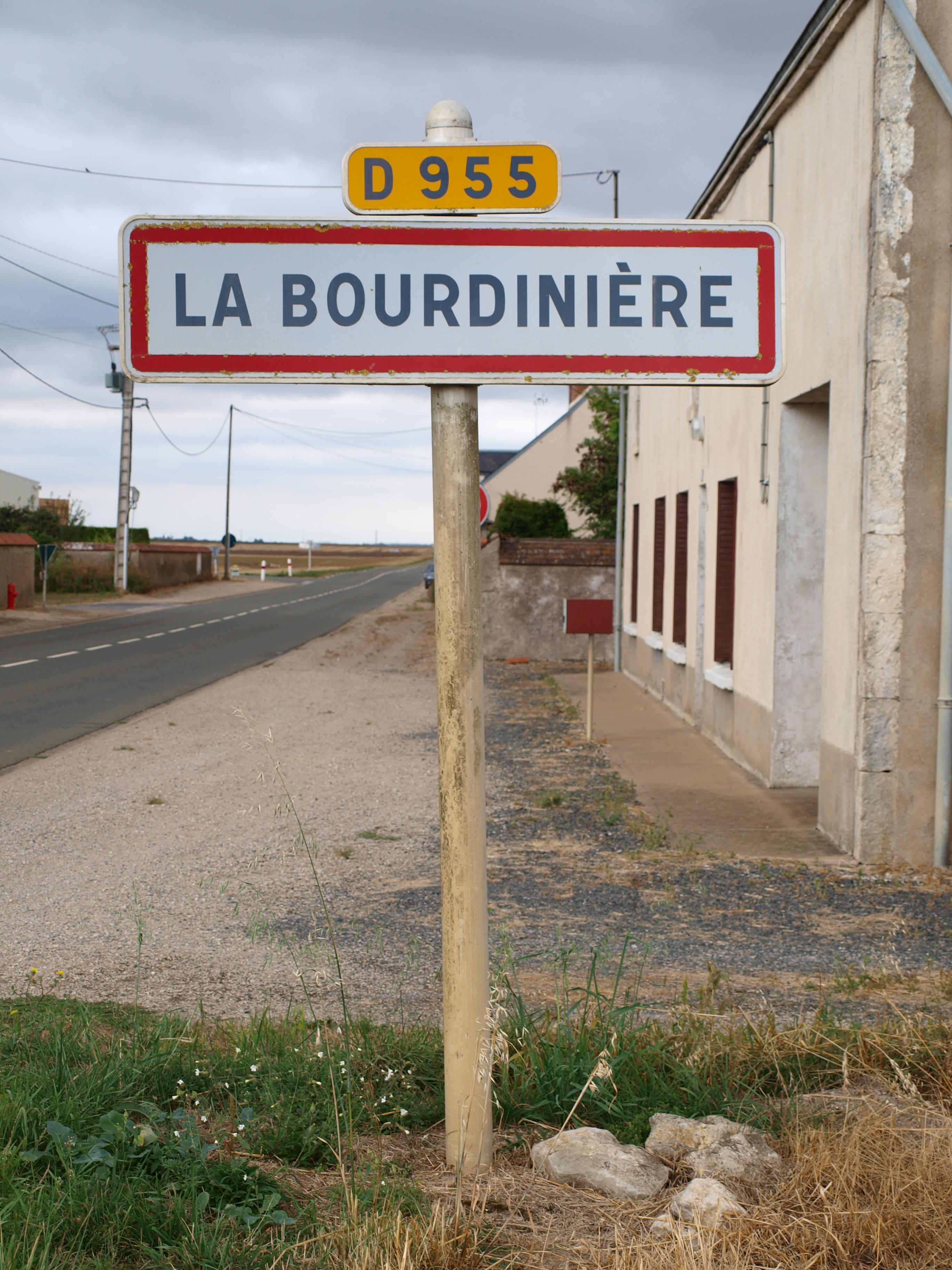

### Tracé de Châteaudun à Nogent-le-Rotrou (D 955)
- Châteaudun
- Logron
- Yèvres
- Brou
- Thoreau, commune de Dampierre-sous-Brou
- Luigny
- Beaumont-les-Autels
- Brieure, commune de Vichères
- L'Ambition, commune de Vichères
- Nogent-le-Rotrou

De Châteaudun à Nogent-le-Rotrou
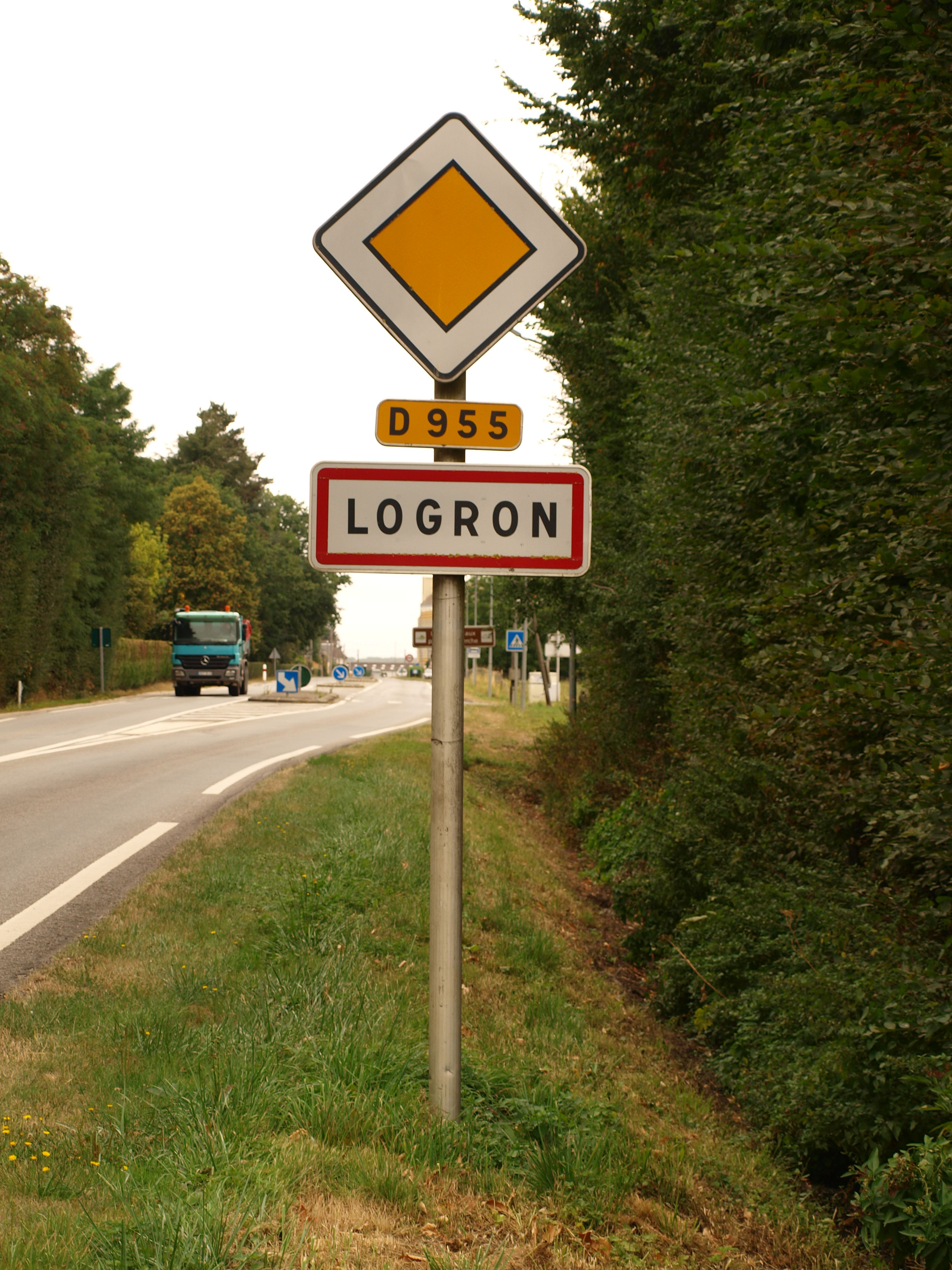
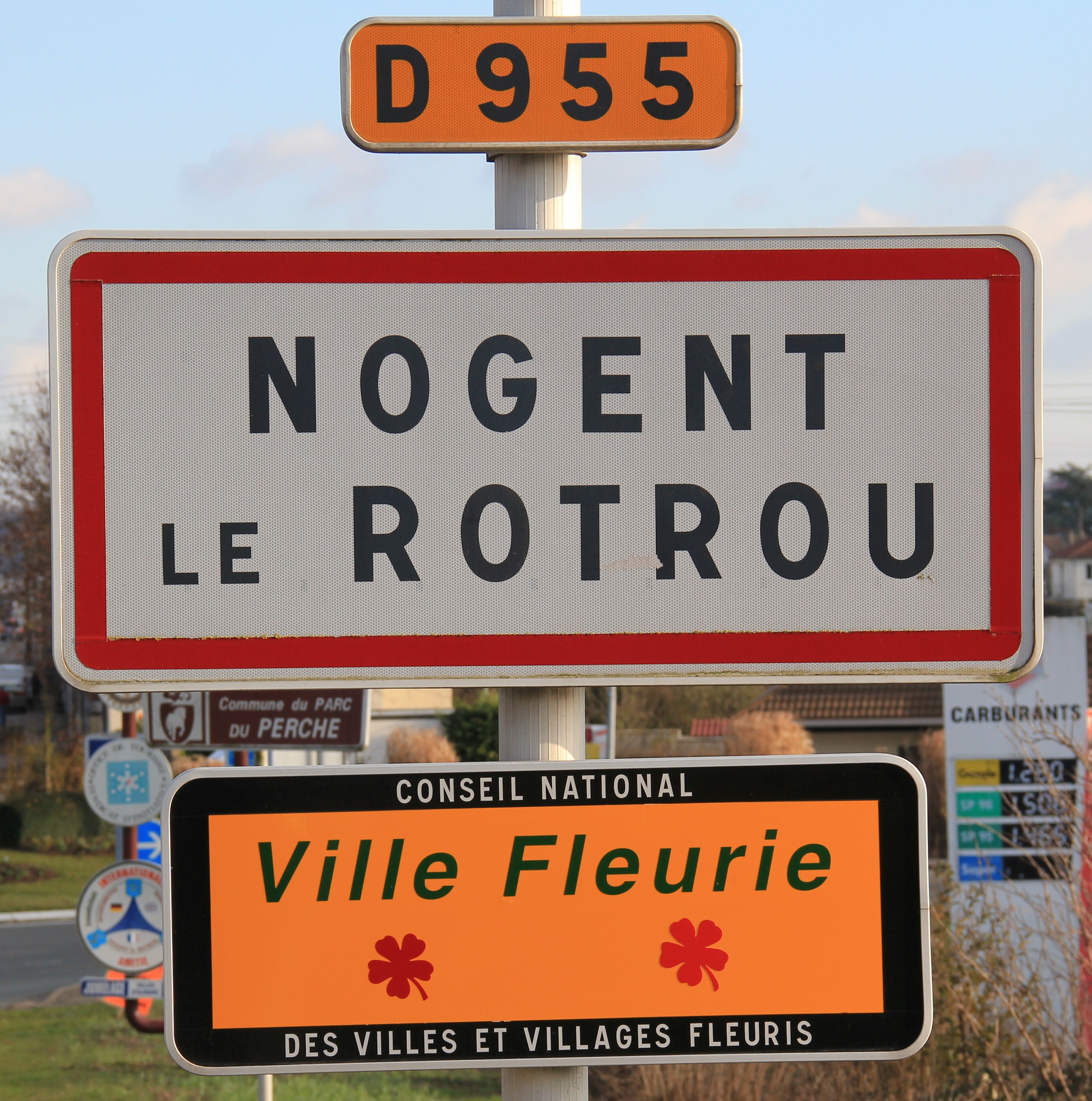

### Tracé de Nogent-le-Rotrou à Alençon (D 955, D 311)

#### Eure-et-Loir (D 955)
- Nogent-le-Rotrou

#### Orne (D 955)
- Berd'huis
- La Gauthière, commune de Nocé
- Bellême
- Le Gué-de-la-Chaîne
- Le Pérou, commune de Chemilli

#### Sarthe (D 311)
- Mamers
- Saint-Longis
- Neufchâtel-en-Saosnois
- Le Buisson, commune de Saint-Rigomer-des-Bois
- Les Brosses, communes de Saint-Rigomer-des-Bois et du Chevain
- Houssemaire, commune du Chevain
- Saint-Paterne

#### Orne (D 955)
- Alençon

### Tracé de Mayenne à Fougères (N 12)
- Mayenne (Mayenne)
- Saint-Georges-Buttavent
- La Coignardière, commune de Châtillon-sur-Colmont
- La Meltière, commune de Châtillon-sur-Colmont
- La Coutancière, commune de Vautorte
- La Butte, commune de Vautorte
- Les Ormeaux, commune de Montenay
- L'Armentiais, commune de Montenay
- Ernée
- La Rabine, commune de Saint-Pierre-des-Landes
- La Pellerine
- La Templerie, commune de La Chapelle-Janson (Ille-et-Vilaine)
- Fleurigné
- Fougères

### Tracé de Fougères à Dol-de-Bretagne (D 155)
- Fougères
- Marcé, commune de Saint-Germain-en-Coglès
- La Touche, commune de Saint-Germain-en-Coglès
- Saint-Étienne-en-Coglès
- Saint-Brice-en-Coglès
- Antrain
- Trans-la-Forêt
- La Boussac
- Dol-de-Bretagne

### Tracé de Dol-de-Bretagne à Saint-Malo (D 155)
- Dol-de-Bretagne
- Le Vivier-sur-Mer
- Hirel
- Saint-Benoît-des-Ondes
- Les Portes-Rouges, commune de Saint-Méloir-des-Ondes
- La Beuglais, commune de Saint-Méloir-des-Ondes
- Saint-Malo